# یواس‌اس امن (دی‌دی-۳۵)
یواس‌اس امن (دی‌دی-۳۵) (به انگلیسی: USS Ammen (DD-35)) یک کشتی بود که طول آن ۲۹۳ فوت ۱۰ اینچ (۸۹٫۵۶ متر) بود. این کشتی در سال ۱۹۱۰ ساخته شد.